# Utricularia nervosa
Utricularia nervosa — вид рослин із родини пухирникових (Lentibulariaceae).

## Середовище проживання
Цей вид був зареєстрований з Аргентини, Колумбії, Болівії, Бразилії, Парагваю, Венесуели.
Росте у відкритих місцях проживання, включаючи вологі савани, відкриті савани зі скелястими полями, болота й болотисті місцевості, сезонно затоплювані піщані землі, сфагнові болота, серради, а також низинні тропічні ліси.

## Використання
Вид культивується невеликою кількістю ентузіастів роду. Торгівля незначна.